# Box na Letních olympijských hrách 1956
Box na Letních olympijských hrách 1956.

## Medailisté

### Muži
| Kategorie                    | Zlato                                              | Stříbro                                         | Bronz                                  | Bronz                                     |
| ---------------------------- | -------------------------------------------------- | ----------------------------------------------- | -------------------------------------- | ----------------------------------------- |
| Muší váha (– 51 kg)          | Terence Spinks · Velká Británie (GBR)              | Mircea Dobrescu · Země (RUO)                    | John Caldwell · Irsko (IRL)            | René Libeer · Francie (FRA)               |
| Bantamová váha (– 54 kg)     | Wolfgang Behrendt · Tým sjednoceného Německa (EUA) | Song Soon-Chun · Jižní Korea (KOR)              | Claudio Barrientos · Chile (CHI)       | Frederick Gilroy · Irsko (IRL)            |
| Pérová váha (– 57 kg)        | Vladimir Safronov · Sovětský svaz (URS)            | Thomas Nicholls · Velká Británie (GBR)          | Henryk Niedźwiedzki · Polsko (POL)     | Pentti Hämäläinen · Finsko (FIN)          |
| Lehká váha (– 60 kg)         | Richard McTaggart · Velká Británie (GBR)           | Harry Kurschat · Tým sjednoceného Německa (EUA) | Anatoly Lagetko · Sovětský svaz (URS)  | Anthony Byrne · Irsko (IRL)               |
| Velterová váha (– 63.5 kg)   | Vladimir Jengibarjan · Sovětský svaz (URS)         | Franco Nenci · Itálie (ITA)                     | Constantin Dumitrescu · Rumunsko (ROU) | Henry Loubscher · Jihoafrická unie (RSA)  |
| Lehká střední váha (– 67 kg) | Nicolae Linca · Rumunsko (ROU)                     | Fred Tiedt · Irsko (IRL)                        | Kevin Hogarth · Austrálie (AUS)        | Nicholas Gargano · Velká Británie (GBR)   |
| Lehkotěžká (– 71 kg)         | László Papp · Maďarsko (HUN)                       | José Torres · Spojené státy americké (USA)      | John McCormack · Velká Británie (GBR)  | Zbigniew Pietrzykowski · Polsko (POL)     |
| Střední váha (– 75 kg)       | Gennadij Šatkov · Sovětský svaz (URS)              | Ramón Tapia · Chile (CHI)                       | Gilbert Chapron · Francie (FRA)        | Victor Zalazar · Argentina (ARG)          |
| Polotěžká váha (– 81 kg)     | James Boyd · Spojené státy americké (USA)          | Gheorghe Negrea · Rumunsko (ROU)                | Carlos Lucas · Chile (CHI)             | Romualdas Murauskas · Sovětský svaz (URS) |
| Těžká váha (+ 81 kg)         | Pete Rademacher · Spojené státy americké (USA)     | Lev Mukhin · Sovětský svaz (URS)                | Daniel Bekker · Jihoafrická unie (RSA) | Giacomo Bozzano · Itálie (ITA)            |

## Přehled medailí podle zemí
| Pořadí | Země                           | Zlato | Stříbro | Bronz | Celkově |
| ------ | ------------------------------ | ----- | ------- | ----- | ------- |
| 1.     | Sovětský svaz (URS)            | 3     | 1       | 2     | 6       |
| 2.     | Velká Británie (GBR)           | 2     | 1       | 2     | 5       |
| 3.     | Spojené státy americké (USA)   | 2     | 1       | 0     | 3       |
| 4.     | Rumunsko (ROU)                 | 1     | 2       | 1     | 4       |
| 5.     | Tým sjednoceného Německa (EUA) | 1     | 1       | 0     | 2       |
| 6.     | Maďarsko (HUN)                 | 1     | 0       | 0     | 1       |
| 7.     | Irsko (IRL)                    | 0     | 1       | 3     | 4       |
| 8.     | Chile (CHI)                    | 0     | 1       | 2     | 3       |
| 9.     | Itálie (ITA)                   | 0     | 1       | 1     | 2       |
| 10.    | Jižní Korea (KOR)              | 0     | 1       | 0     | 1       |
| 11.    | Francie (FRA)                  | 0     | 0       | 2     | 2       |
| 11.    | Polsko (POL)                   | 0     | 0       | 2     | 2       |
| 11.    | Jihoafrická unie (RSA)         | 0     | 0       | 2     | 2       |
| 14     | Argentina (ARG)                | 0     | 0       | 1     | 1       |
| 14     | Austrálie (AUS)                | 0     | 0       | 1     | 1       |
| 14     | Finsko (FIN)                   | 0     | 0       | 1     | 1       |